# Família d'Higiea
La família de Higiea (Hygiea) és una família d'asteroides, del cinturó exterior d'asteroides classificada com a carbònic fosc del tipus C i del tipus B, sent el major d'ells i del que pren el seu nom la família l'asteroide (10) Higiea. Aproximadament l'1 % de tots els asteroides coneguts en el cinturó d'asteroides pertanyen a aquesta família.

## Ubicació i grandària
Una anàlisi numèrica realitzada en el HCM (Hausdorff Center for Mathematics) per Zappala, va revelar l'existència d'un grup 'nucli' de membres familiars principals, els elements orbitals dels quals propis presenten els següents valors aproximats
| ap  | ep      | ip    |      |
| --- | ------- | ----- | ---- |
| min | 3.06 AU | 0.109 | 4.2° |
| max | 3.22 AU | 0.163 | 5.8° |

En l'època present, la gamma d'elements orbitals osculadores d'aquest nucli de membres és:
| ap  | ep      | ip    |      |
| --- | ------- | ----- | ---- |
| min | 3.06 AU | 0.088 | 3.5° |
| max | 3.24 AU | 0.191 | 6.8° |

L'anàlisi de 1995 per Zappalà va trobar 103 membres formant part d'aquest nucli, mentre que en una cerca sobre una base de dades més actualitzada de 96.994 asteroides (AstDys) l'any 2005, va localitzar 1043 objectes dins de la regió de forma rectangular definida per la primera taula anterior. Això correspondria aproximadament a l'1 % de tots els asteroides del cinturó d'asteroides.

## Intrusos
S'han identificat un gran nombre d'intrusos dins d'aquesta família. La següent relació es van identificar en un mostreig espectral (Mothe-Diniz 2001), i també per la inspecció de les seves dades PDS de taxonomia per a membres pertanyents al tipus S i tipus D membres: (100) Hekate, (108) Hecuba, (1109) Tata, (1209) Pumma i (1599) Giomus.
De fet, alguns dels asteroides de tipus S són probablement intrusos, d'ells, es tenen com a possibles candidats als asteroides (333) Badenia i (538) Friederike, a causa de l'enorme de la seva grandària.